# جائزة الفلم الأوروبي لأفضل كاتب سيناريو
جائزة الفيلم الأوروبي لأفضل كاتب سيناريو:

## الفائزون والمرشحون
- 1990 - Vitali Kanevsky (Freeze Die Come to Life)
- 1991 - جاكو فان دورميل (Toto le Héros)
- 1992 - استفان زابو (Sweet Emma, Dear Böbe)
- 1996 - Arif Aliev، سيرجي بودروف & Boris Giller (سجين القوقاز)

| السنة                                                    | الفائز والمرشح                                                                              | العنوان                                          | العنوان الأصلي                                     |
| -------------------------------------------------------- | ------------------------------------------------------------------------------------------- | ------------------------------------------------ | -------------------------------------------------- |
| 1988 الحفل الأول لتوزيع جوائز الفيلم الأوروبي ‏           | لويس مال                                                                                    | إلى اللقاء يا أطفال                              |                                                    |
| 1988 الحفل الأول لتوزيع جوائز الفيلم الأوروبي ‏           | مانويل دي أوليفيرا                                                                          | The Cannibals ‏                                   | Os Canibais                                        |
| 1988 الحفل الأول لتوزيع جوائز الفيلم الأوروبي ‏           | تيرينس ديفيز                                                                                | Distant Voices, Still Lives                      |                                                    |
| 1988 الحفل الأول لتوزيع جوائز الفيلم الأوروبي ‏           | Daniele Luchetti Franco Bernini Angelo Pasquini                                             | It's Happening Tomorrow                          | Domani accadrà                                     |
| 1988 الحفل الأول لتوزيع جوائز الفيلم الأوروبي ‏           | Wolfgang Held                                                                               | Bear Ye One Another's Burden                     | Einer trage des anderen Last                       |
| 1989 الحفل الثاني لتوزيع جوائز الفيلم الأوروبي ‏          | Mariya Khmelik                                                                              | Little Vera                                      | Malenkaya Vera                                     |
| 1989 الحفل الثاني لتوزيع جوائز الفيلم الأوروبي ‏          | Géza Bereményi                                                                              | The Midas Touch ‏ (also known as Eldorádó         |                                                    |
| 1989 الحفل الثاني لتوزيع جوائز الفيلم الأوروبي ‏          | Þráinn Bertelsson                                                                           | Magnus                                           |                                                    |
| 1989 الحفل الثاني لتوزيع جوائز الفيلم الأوروبي ‏          | ثيودوروس أنجيلوبولوس تونينو جويرا Thanassis Valtinos                                        | المناظر الطبيعية في الضباب                       | Topio stin omichli                                 |
| 1989 الحفل الثاني لتوزيع جوائز الفيلم الأوروبي ‏          | Maciej Dejczer Cezary Harasimowicz                                                          | 300 Miles to Heaven                              | 300 mil do nieba                                   |
| 1997 الحفل العاشر لتوزيع جوائز الفيلم الأوروبي ‏          | Chris Vander Stappen آلان بيرلينر                                                           | Ma Vie en Rose                                   |                                                    |
| 1997 الحفل العاشر لتوزيع جوائز الفيلم الأوروبي ‏          | Ademir Kenovic عبد الله سدران                                                               | The Perfect Circle                               | Savršeni krug                                      |
| 1997 الحفل العاشر لتوزيع جوائز الفيلم الأوروبي ‏          | أندري كوركوف                                                                                | A Friend of the Deceased                         | Priyatel pokoynika                                 |
| 1998 الحفل الحادي عشر لتوزيع جوائز الفيلم الأوروبي ‏      | بيتر هاويت                                                                                  | Sliding Doors                                    |                                                    |
| 1998 الحفل الحادي عشر لتوزيع جوائز الفيلم الأوروبي ‏      | لارس فون ترايير                                                                             | The Idiots                                       | Idioterne                                          |
| 1998 الحفل الحادي عشر لتوزيع جوائز الفيلم الأوروبي ‏      | ألكس فان وارميردام                                                                          | Little Tony ‏                                     | Kleine Teun                                        |
| 1998 الحفل الحادي عشر لتوزيع جوائز الفيلم الأوروبي ‏      | جان بيير البكري آجنس جاوي                                                                   | نفس الأغنية القديمة                              | On connaît la chanson                              |
| 1999 الحفل الثاني عشر لتوزيع جوائز الفيلم الأوروبي ‏      | استفان زابو اسرائيل هوروفيتس                                                                | أشعة الشمس                                       |                                                    |
| 1999 الحفل الثاني عشر لتوزيع جوائز الفيلم الأوروبي ‏      | ساشا جدعون                                                                                  | The Idiot Returns                                | Návrat idiota                                      |
| 1999 الحفل الثاني عشر لتوزيع جوائز الفيلم الأوروبي ‏      | أيوب خان دين                                                                                | East is East ‏                                    |                                                    |
| 2000 الحفل الثالث عشر لتوزيع جوائز الفيلم الأوروبي ‏      | آجنس جاوي جان بيير البكري                                                                   | مذاق الآخرون ‏                                    | Le goût des autres                                 |
| 2000 الحفل الثالث عشر لتوزيع جوائز الفيلم الأوروبي ‏      | Rafael Azcona                                                                               | Butterfly's Tongue                               | La lengua de las mariposas                         |
| 2000 الحفل الثالث عشر لتوزيع جوائز الفيلم الأوروبي ‏      | فولفغانغ كوهلهاس                                                                            | أسطورة ريتا ‏                                     | Die Stille nach dem Schuß                          |
| 2000 الحفل الثالث عشر لتوزيع جوائز الفيلم الأوروبي ‏      | Nana Djordjadze Svereva Djordjadze                                                          | 27 Missing Kisses                                | 27 დაკარგული კოცნა                                 |
| 2000 الحفل الثالث عشر لتوزيع جوائز الفيلم الأوروبي ‏      | Doriana Leondeff Silvio Soldini                                                             | Bread and Tulips                                 | Pane e tulipani                                    |
| 2000 الحفل الثالث عشر لتوزيع جوائز الفيلم الأوروبي ‏      | دومينيك ماريا غيليس مارشان                                                                  | Harry, He's Here to Help                         | Harry, un ami qui vous veut du bien                |
| 2001 حفل توزيع جوائز الأفلام الأوروبية الرابع عشر ‏       | دانيس تانوفيتش                                                                              | الأرض المحايدة                                   | Ničija zemlja                                      |
| 2001 حفل توزيع جوائز الأفلام الأوروبية الرابع عشر ‏       | لوران كانتيه / روبن كامبيو                                                                  | الجدول الزمني                                    | L'Emploi du temps                                  |
| 2001 حفل توزيع جوائز الأفلام الأوروبية الرابع عشر ‏       | مايكل هاينيكي                                                                               | معلم البيانو                                     |                                                    |
| 2001 حفل توزيع جوائز الأفلام الأوروبية الرابع عشر ‏       | Achero Mañas                                                                                | Pellet                                           | El Bola                                            |
| 2001 حفل توزيع جوائز الأفلام الأوروبية الرابع عشر ‏       | Jean-Louis Milesi روبير غيديغيان                                                            | المدينة هادئة                                    | La ville est tranquille                            |
| 2001 حفل توزيع جوائز الأفلام الأوروبية الرابع عشر ‏       | إيتوري سكولا Silvia Scola Giacomo Scarpelli Furio Scarpelli                                 | Unfair Competition ‏                              | Concorrenza sleale                                 |
| 2002 (15th)                                              | بيدرو ألمودوبار                                                                             | الحديث معها                                      | Hable con ella                                     |
| 2002 (15th)                                              | جاك أوديار Tonino Benacquista                                                               | على شفتي                                         |                                                    |
| 2002 (15th)                                              | بول غرينغراس                                                                                | الأحد الدامي                                     |                                                    |
| 2002 (15th)                                              | أكي كاوريسمكي                                                                               | رجل دون ماضي                                     | Mies vailla menneisyyttä                           |
| 2002 (15th)                                              | كريستوف كيشلوفسكي Krzysztof Piesiewicz                                                      | الجنة                                            |                                                    |
| 2002 (15th)                                              | بول لافيرتي                                                                                 | Sweet Sixteen ‏                                   |                                                    |
| 2002 (15th)                                              | فرانسوا أوزون                                                                               | 8 نساء                                           | 8 Femmes                                           |
| 2003 حفل توزيع جوائز الفيلم الأوروبي السادس عشر ‏         | بيرند يشتنبرغ ‏                                                                              | وداعا لينين                                      | Comme une image                                    |
| 2003 حفل توزيع جوائز الفيلم الأوروبي السادس عشر ‏         | لارس فون ترايير                                                                             | دوجفيل                                           |                                                    |
| 2003 حفل توزيع جوائز الفيلم الأوروبي السادس عشر ‏         | ساندرو بيتراجلاا ستيفانو ريللا ‏                                                             | أفضل ما في الشباب                                | La meglio gioventù                                 |
| 2003 حفل توزيع جوائز الفيلم الأوروبي السادس عشر ‏         | حنيف قريشي                                                                                  | The Mother ‏                                      |                                                    |
| 2003 حفل توزيع جوائز الفيلم الأوروبي السادس عشر ‏         | دوشان كوفاتشيفيتش ‏                                                                          | The Professional ‏                                | Професионалац                                      |
| 2003 حفل توزيع جوائز الفيلم الأوروبي السادس عشر ‏         | ستيفن نايت                                                                                  | Dirty Pretty Things ‏                             |                                                    |
| 2004 حفل توزيع جوائز الفيلم الأوروبي السابع عشر ‏         | آجنس جاوي جان بيير البكري                                                                   | مثل صورة                                         | Comme une image                                    |
| 2004 حفل توزيع جوائز الفيلم الأوروبي السابع عشر ‏         | بول لافيرتي                                                                                 | Just a Kiss ‏                                     | Ae Fond Kiss…                                      |
| 2004 حفل توزيع جوائز الفيلم الأوروبي السابع عشر ‏         | / جان-لوك غودار                                                                             | موسيقانا                                         | Notre musique                                      |
| 2004 حفل توزيع جوائز الفيلم الأوروبي السابع عشر ‏         | بيدرو ألمودوبار                                                                             | التربية السيئة                                   | La mala educación                                  |
| 2004 حفل توزيع جوائز الفيلم الأوروبي السابع عشر ‏         | أليخاندرو آمينابار ماتيو جيل                                                                | البحر بداخله                                     | Mar adentro                                        |
| 2004 حفل توزيع جوائز الفيلم الأوروبي السابع عشر ‏         | / فاتح اكين                                                                                 | وجها لوجه                                        | Gegen die Wand / Duvara Karşı                      |
| 2005 حفل توزيع جوائز الفيلم الأوروبي الثامن عشر ‏         | / هاني أبو أسعد بيرو بيير ‏                                                                  | الجنة الآن                                       | الجنّة الآن                                         |
| 2005 حفل توزيع جوائز الفيلم الأوروبي الثامن عشر ‏         | اندرس توماس جينسين                                                                          | Adam's Apples                                    | Adams Æbler                                        |
| 2005 حفل توزيع جوائز الفيلم الأوروبي الثامن عشر ‏         | اندرس توماس جينسين                                                                          | إخوة ‏                                            | Brødre                                             |
| 2005 حفل توزيع جوائز الفيلم الأوروبي الثامن عشر ‏         | كريستي بويو رازفان رادوليسكو ‏                                                               | موت السيد لازارسكو                               | Moartea domnului Lăzărescu                         |
| 2005 حفل توزيع جوائز الفيلم الأوروبي الثامن عشر ‏         | داني ليفي Holger Franke                                                                     | Go for Zucker! ‏                                  | Alles auf Zucker!                                  |
| 2005 حفل توزيع جوائز الفيلم الأوروبي الثامن عشر ‏         | مايكل هاينيكي                                                                               | مخفي                                             | Caché                                              |
| 2005 حفل توزيع جوائز الفيلم الأوروبي الثامن عشر ‏         | Mark O'Halloran                                                                             | Adam & Paul                                      |                                                    |
| 2006 حفل توزيع جوائز الفيلم الأوروبي التاسع عشر ‏         | فلوريان هينكل فون دونرسمارك ‏                                                                | حياة الآخرين                                     | Das Leben der Anderen                              |
| 2006 حفل توزيع جوائز الفيلم الأوروبي التاسع عشر ‏         | بيدرو ألمودوبار                                                                             | العودة                                           |                                                    |
| 2006 حفل توزيع جوائز الفيلم الأوروبي التاسع عشر ‏         | بول لافيرتي                                                                                 | الريح التي تهز الشعير ‏                           |                                                    |
| 2006 حفل توزيع جوائز الفيلم الأوروبي التاسع عشر ‏         | Corneliu Porumboiu                                                                          | 12:08 East of Bucharest                          | A fost sau n-a fost?                               |
| 2007 حفل توزيع جوائز الأفلام الأوروبية العشرون ‏          | / فاتح اكين                                                                                 | حافة الجنة                                       | 4 luni, 3 săptămâni și 2 zile                      |
| 2007 حفل توزيع جوائز الأفلام الأوروبية العشرون ‏          | عيران كوليرين                                                                               | زيارة الفرقة الموسيقية                           | ביקור התזמורת                                      |
| 2007 حفل توزيع جوائز الأفلام الأوروبية العشرون ‏          | بيتر مورغان                                                                                 | الملكة                                           |                                                    |
| 2007 حفل توزيع جوائز الأفلام الأوروبية العشرون ‏          | كريستيان مونغيو                                                                             | 4 أشهر، 3 أسابيع ويومان                          | 4 luni, 3 săptămâni și 2 zile                      |
| 2008 جوائز الفيلم الأوروبي الحادية والعشرون              | ماتيو غاروني روبرتو سافيانو ماوريتسيو براوتشي ‏ Ugo Chiti جياني دي جريجوريو Massimo Gaudioso | Gomorrah                                         | Gomorra                                            |
| 2008 جوائز الفيلم الأوروبي الحادية والعشرون              | آري فولمان                                                                                  | فالس مع بشير                                     | ואלס עם באשיר                                      |
| 2008 جوائز الفيلم الأوروبي الحادية والعشرون              | Suha Arraf عيران ريكليس                                                                     | شجرة ليمون                                       | شجرة ليمون / עץ לימון                              |
| 2008 جوائز الفيلم الأوروبي الحادية والعشرون              | باولو سورينتينو                                                                             | The Divine ‏                                      | Il Divo                                            |
| 2009 حفل توزيع جوائز الفيلم الأوروبي الثاني والعشرين ‏    | مايكل هاينيكي                                                                               | الشريط الأبيض                                    | Das weiße Band                                     |
| 2009 حفل توزيع جوائز الفيلم الأوروبي الثاني والعشرين ‏    | جاك أوديار توماس بدجاين                                                                     | نبي                                              | Un prophète                                        |
| 2009 حفل توزيع جوائز الفيلم الأوروبي الثاني والعشرين ‏    | سيمون بيوفوي                                                                                | مليونير متشرد                                    |                                                    |
| 2009 حفل توزيع جوائز الفيلم الأوروبي الثاني والعشرين ‏    | جياني دي جريجوريو                                                                           | Mid-August Lunch                                 | Pranzo di ferragosto                               |
| 2010 (23rd)                                              | روبرت هاريس / رومان بولانسكي                                                                | الكاتب الشبح                                     |                                                    |
| 2010 (23rd)                                              | جورج جوريتشاتشافاريا Daniel Monzón                                                          | الزنزانة 211                                     | Celda 211                                          |
| 2010 (23rd)                                              | صاموئيل معاذ                                                                                | لبنان                                            |                                                    |
| 2010 (23rd)                                              | / رادو ميهالينو                                                                             | The Concert ‏                                     | Le concert                                         |
| 2011 حفل توزيع جوائز الأفلام الأوروبية الرابع والعشرون ‏  | جان بيار داردين ‏ جان بيار داردين ‏                                                           | طفل مع الدراجة                                   | Le Gamin au vélo                                   |
| 2011 حفل توزيع جوائز الأفلام الأوروبية الرابع والعشرون ‏  | اندرس توماس جينسين                                                                          | في عالم أفضل                                     | Hævnen                                             |
| 2011 حفل توزيع جوائز الأفلام الأوروبية الرابع والعشرون ‏  | أكي كاوريسمكي                                                                               | لو هافر                                          |                                                    |
| 2011 حفل توزيع جوائز الأفلام الأوروبية الرابع والعشرون ‏  | لارس فون ترايير                                                                             | سوداوية                                          |                                                    |
| 2012 حفل توزيع جوائز الأفلام الأوروبية الخامس والعشرون ‏  | توبياس ليندهولم توماس فنتربيرغ                                                              | الصيد                                            | Jagten                                             |
| 2012 حفل توزيع جوائز الأفلام الأوروبية الخامس والعشرون ‏  | كريستيان مونغيو                                                                             | خلف التلال ‏                                      | După dealuri                                       |
| 2012 حفل توزيع جوائز الأفلام الأوروبية الخامس والعشرون ‏  | مايكل هاينيكي                                                                               | الحب                                             |                                                    |
| 2012 حفل توزيع جوائز الأفلام الأوروبية الخامس والعشرون ‏  | / رومان بولانسكي ياسمينا رضا                                                                | المذبحة                                          |                                                    |
| 2012 حفل توزيع جوائز الأفلام الأوروبية الخامس والعشرون ‏  | أوليفير ناكاش إيريك توليدانو                                                                | المنبوذون                                        | Intouchables                                       |
| 2013 الحفل السادس والعشرون لتوزيع جوائز الفيلم الأوروبي ‏ | فرانسوا أوزون                                                                               | في المنزل                                        | Dans la maison                                     |
| 2013 الحفل السادس والعشرون لتوزيع جوائز الفيلم الأوروبي ‏ | باولو سورينتينو Umberto Contarello                                                          | الجمال العظيم                                    | La grande bellezza                                 |
| 2013 الحفل السادس والعشرون لتوزيع جوائز الفيلم الأوروبي ‏ | توم ستوبارد                                                                                 | آنا كارينينا                                     |                                                    |
| 2013 الحفل السادس والعشرون لتوزيع جوائز الفيلم الأوروبي ‏ | جيوزبي تورنتوري                                                                             | أفضل عرض                                         | La migliore offerta                                |
| 2013 الحفل السادس والعشرون لتوزيع جوائز الفيلم الأوروبي ‏ | فليكس فان جروينيجين Carl Joos                                                               | إنهيار الدائرة المكسورة                          |                                                    |
| 2014 الحفل السابع والعشرون لتوزيع جوائز الفيلم الأوروبي ‏ | / بافل بافليكوفسكي Rebecca Lenkiewicz                                                       | ايدا                                             |                                                    |
| 2014 الحفل السابع والعشرون لتوزيع جوائز الفيلم الأوروبي ‏ | إيبرو جيلان نورى بيلجى جيلان                                                                | البيات الشتوي                                    | Kış Uykusu                                         |
| 2014 الحفل السابع والعشرون لتوزيع جوائز الفيلم الأوروبي ‏ | جان بيار داردين ‏ جان بيار داردين ‏                                                           | يومين -ليلة واحدة                                | Deux jours, une nuit                               |
| 2014 الحفل السابع والعشرون لتوزيع جوائز الفيلم الأوروبي ‏ | ستيفن نايت                                                                                  | لوك                                              |                                                    |
| 2014 الحفل السابع والعشرون لتوزيع جوائز الفيلم الأوروبي ‏ | Oleg Negin أندري زفياغنسيف                                                                  | ليفياثان                                         | Левиафан                                           |
| 2015 (28th)                                              | يورجوس لانثيموس إفثيمس فيليبو                                                               | جراد البحر                                       |                                                    |
| 2015 (28th)                                              | رادو جود Florin Lazarescu                                                                   | آفريم! ‏                                          |                                                    |
| 2015 (28th)                                              | أليكس غارلاند                                                                               | إكس ماكينا                                       |                                                    |
| 2015 (28th)                                              | أندرو هاي                                                                                   | 45 عاما                                          |                                                    |
| 2015 (28th)                                              | روي أندرسون                                                                                 | A Pigeon Sat on a Branch Reflecting on Existence | En duva satt på en gren och funderade på tillvaron |
| 2015 (28th)                                              | باولو سورينتينو                                                                             | صبا                                              | Youth - La giovinezza                              |
| 2016 الحفل التاسع والعشرون لتوزيع جوائز الفيلم الأوروبي ‏ | مارين ادي                                                                                   | توني إيردمان                                     |                                                    |
| 2016 الحفل التاسع والعشرون لتوزيع جوائز الفيلم الأوروبي ‏ | بول لافيرتي                                                                                 | أنا دانيل بليك                                   |                                                    |
| 2016 الحفل التاسع والعشرون لتوزيع جوائز الفيلم الأوروبي ‏ | إيما دونوغيو                                                                                | غرفة                                             |                                                    |
| 2016 الحفل التاسع والعشرون لتوزيع جوائز الفيلم الأوروبي ‏ | كريستيان مونغيو                                                                             | التخرج                                           | Bacalaureat                                        |
| 2016 الحفل التاسع والعشرون لتوزيع جوائز الفيلم الأوروبي ‏ | Tomasz Wasilewski                                                                           | ولايات الحب المتحدة ‏                             | Zjednoczone stany milosci                          |
| 2017 (30th)                                              | روبين أوستلوند                                                                              | المربع                                           |                                                    |
| 2017 (30th)                                              | Ildikó Enyedi                                                                               | عن الجسم والروح                                  | Testről és lélekről                                |
| 2017 (30th)                                              | يورجوس لانثيموس إفثيمس فيليبو                                                               | مقتل الغزال المقدس                               |                                                    |
| 2017 (30th)                                              | أوليغ نيجين أندري زفياغنسيف                                                                 | بلا حب                                           | Nelyubov                                           |
| 2017 (30th)                                              | فرانسوا أوزون                                                                               | Frantz                                           |                                                    |

## كتاب السيناريو الأكثر فوزاً
| كاتب السيناريو   | الجوائز | الترشيحات |
| ---------------- | ------- | --------- |
| استفان زابو      | 2       | 2         |
| مايكل هاينيكي    | 1       | 4         |
| فرانسوا أوزون    | 1       | 3         |
| بيدرو ألمودوبار  | 1       | 3         |
| فاتح اكين        | 1       | 2         |
| جان بيار داردين ‏ | 1       | 2         |
| جان بيار داردين ‏ | 1       | 2         |
| يورجوس لانثيموس  | 1       | 2         |
| افثيمس فيليبو    | 1       | 2         |
| رومان بولانسكي   | 1       | 2         |
| كريستيان مونغيو  | 0       | 3         |
| لارس فون ترايير  | 0       | 3         |
| أكي كاوريسمكي    | 0       | 2         |
| باولو سورينتينو  | 0       | 2         |
| أندري زفياغنسيف  | 0       | 2         |

## وصلات خارجية
- European Film Academy archive